# Lommatzsch
Lommatzsch je město v německé spolkové zemi Sasko. Nachází se v zemském okrese Míšeň a má přibližně 4 700 obyvatel.

## Historie
První písemná zmínka o městě je uvedena v listině vzniklé před rokem 1190, kde je uváděn jistý Thiemo de Lomacz. K roku 1206 je zmiňován farní kostel a roku 1286 je sídlo uváděno jako město. Název je odvozený od slovanského kmene Daleminců.

## Přírodní poměry
Lommatzsch leží severozápadně od okresního města Míšeň v zemědělské, málo lesnaté oblasti mezi údolími Keppritzbachu a Ketzerbachu. Nejvyšším bodem je Schleinitzhöhe (255 m) na jižním okraji území města. Lommatzsch není napojeno na železniční síť.

## Správní členění
Lommatzsch se dělí na 39 místních částí:
- Albertitz
- Altlommatzsch
- Altsattel
- Arntitz
- Barmenitz
- Birmenitz
- Churschütz
- Daubnitz
- Dennschütz
- Dörschnitz
- Grauswitz
- Ickowitz
- Jessen
- Klappendorf
- Krepta
- Lautzschen
- Lommatzsch
- Löbschütz
- Marschütz
- Mögen
- Neckanitz
- Paltzschen
- Petzschwitz
- Piskowitz
- Pitschütz
- Poititz
- Prositz
- Rauba
- Roitzsch
- Scheerau
- Schwochau
- Sieglitz
- Striegnitz
- Trogen
- Wachtnitz
- Weitzschenhain
- Wuhnitz
- Zscheilitz
- Zöthain

## Pamětihodnosti
- evangelický kostel svatého Václava
- poštovní sloup před radnicí
- původně renesanční, barokně a secesně upravená radnice z let 1550–1555